# Visconde de Coruche
Visconde de Coruche é um título nobiliárquico criado por D. Luís I de Portugal, por Decreto de 16 de Novembro e Carta de 21 de Dezembro de 1876, em favor de Caetano da Silva Luz.
Titulares
1. Caetano da Silva Luz, 1.º Visconde de Coruche;
2. Luís Caetano Pereira da Costa Luz, 2.º Visconde de Coruche.

Após a Implantação da República Portuguesa, e com o fim do sistema nobiliárquico, usaram o título: 
1. António Pereira da Costa Luz, 3.° Visconde de Coruche;
2. José Lourenço Bettencourt Luz, 4.° Visconde de Coruche;
3. Jean José Chrétien Luz Coruche, 5.° Visconde de Coruche.